# Малая Суна
Малая Суна, Нелгома — река в России, протекает по территории Кондопожского и Пряжинского района Карелии. Течёт преимущественно на юг, впадает в Сямозеро. Длина реки — 22 км, площадь водосборного бассейна — 449 км². В 1,9 км от устья, по левому берегу реки впадает река Ним.

## Бассейн
К бассейну Малой Суны относятся озёра:
- Вохтозеро
- Насоновское
- Верхнее Нёлгомозеро
- Нёлгомозеро (с притоком — рекой Вилгой)
- Нижнее Нёлгомозеро
- Вуожозеро
- Ротчозеро
- Нимозеро (исток реки Ним)

## Данные водного реестра
По данным государственного водного реестра России относится к Балтийскому бассейновому округу, водохозяйственный участок реки — Шуя, речной подбассейн реки — Свирь (включая реки бассейна Онежского озера). Относится к речному бассейну реки Нева (включая бассейны рек Онежского и Ладожского озера).
Код объекта в государственном водном реестре — 01040100112102000014547.

## Фотографии
|  |  |